# Carmo do Cajuru (ort)
Carmo do Cajuru är en ort i Brasilien.   Den ligger i kommunen Carmo do Cajuru och delstaten Minas Gerais, i den sydöstra delen av landet, 600 km sydost om huvudstaden Brasília. Carmo do Cajuru ligger 756 meter över havet och antalet invånare är 16 332.
Terrängen runt Carmo do Cajuru är platt. Runt Carmo do Cajuru är det ganska glesbefolkat, med 38 invånare per kvadratkilometer.. Närmaste större samhälle är Divinópolis, 13,2 km väster om Carmo do Cajuru.
Omgivningarna runt Carmo do Cajuru är huvudsakligen savann.